# Homalium taypau
Homalium taypau är en videväxtart som beskrevs av H. St. John.. Homalium taypau ingår i släktet Homalium och familjen videväxter. Inga underarter finns listade i Catalogue of Life.